# Боровки
Боровки́ (рос. Боровки) — присілок у складі Сухолозького міського округу Свердловської області.
Населення — 76 осіб (2010, 37 у 2002).
Національний склад населення станом на 2002 рік: росіяни — 86 %.